# Локхийд C-5 Галакси
Локхийд С-5 Галакси е военен и транспортен самолет, проектиран да снабдява американската армия. Летателният апарат се използва за междуконтинентални полети и по-рядко за вътрешни дестинации. Той е най-големият американски военен аероплан и един от най-големите транспортни самолети на света, построен да пренася извънредно големи и тежки товари. С-5 Галакси е проектиран и произведен от Lockheed Corporation и се използва непрекъснато от американската армия.
Американските военновъздушни сили разполагат с 1056 транспортни самолети, от които 126 са С-5 Галакси. Този летателен апарат подлежи на модернизация, за която вече е разработена програма до 2011 година. Проучват се алтернативи за подобряване на недостатъчния капацитет за тежки и много големи товари.

## Модификации
- C-5А
- C-5B
- C-5C
- C-5M